# Otra cosa es con guitarra (álbum)
Otra cosa es con guitarra es el octavo disco de estudio y el décimo de la carrera del grupo de rock-funk Chancho en Piedra, lanzado en septiembre del 2011. 
Este disco tiene la particularidad de realizar un homenaje a diversos solistas y conjuntos chilenos de música folclórica como Violeta Parra, Víctor Jara, Sol y Lluvia, Congreso y Florcita Motuda, entre otros, realizando canciones con su característico sonido de rock, pero siguiendo el mismo ritmo, estructura y letra original de las canciones.

## Antecedentes
Cuando estaban a punto de empezar la grabación, la banda sufrió el robo de varios instrumentos, lo que provocó que se retrasara y que tuvieran que conseguir instrumentos con artistas amigos. Gracias a una campaña vía Internet, que incluyó la difusión del hurto por varios medios, lograron recuperar los instrumentos, normalizando así la producción del álbum. Esto sirvió de inspiración para el nombre final del disco.[cita requerida]

### Artistas invitados
Algunos invitados a realizar este disco fueron Florcita Motuda, Claudio Parra de Los Jaivas, Valentín Trujillo, Jacinto Amoroso de Los Hijos de Putre, Pedro Villagra, Ismael Oddó de Quilapayún, Ángel Parra de Los Tres y Ángel Parra Trío, Nano Stern, Consuelo Schuster, Félix Llancafill de 3x7 Veintiuna, Juan Sativo de Tiro de Gracia, Pedro Villagra, Pedro Piedra, Camilo Salinas, Luis Castillo, Santiago Rosas, DJ Humitas con Tomate de Sinergia, Patricio Quilodrán, Danilo Donoso y Max Zegers de Los Chileneros, Manu Torres, Roberto Trujillo, May y Hotuiti Teao Drago.

## Lanzamiento
Este disco fue lanzado en La Chingana Marrana los días 18 y 19 de septiembre de 2011 en el Club 334. Pato Pimienta estuvo como presentador en el lanzamiento y contaron como invitados con Los Santiaguinos, La Reina Isabel, Tomo Como Rey, Los Piolas Del Lote, La Chilombiana y La Cumbia de Patricio Cobarde.

## Lista de canciones
| Otra cosa es con guitarra | |          |  |
| N.º                       | Título | Duración |  |
| 1.                        | «Camino a Socoroma» (Los Yanacochas) | 3:12     |  |
| 2.                        | «La Quebrá del Ají» (Los Jaivas) | 4:44     |  |
| 3.                        | «¡La gallina no!» (Los Viking's 5) | 3:40     |  |
| 4.                        | «O oe bahine anhani tamuré» (Tradicional pascuence, recopilada por el Bafona)                                                                  | 3:54     |  |
| 5.                        | «Cartagena año 20» (Lalo Parra) | 5:38     |  |
| 6.                        | «Chingana marrana 1» (Tres cuecas porteñas: «La flor de la verbena», «Pa' farrear me gusta el puerto» y «La piedra feliz»)                     | 6:53     |  |
| 7.                        | «Chingana marrana 2» (Tres cuecas choras: «Dieciocho y diecinueve», «Se arrancaron con el piano» y «Santiago y Valparaíso», de Los Chileneros) | 8:24     |  |
| 8.                        | «Cirilo Murruchuca» (Montes y Manrique) | 2:56     |  |
| 9.                        | «Largo tour» (Sol y Lluvia) | 5:20     |  |
| 10.                       | «Romance de barco y junco» (Poema de Oscar Castro musicalizado originalmente por Los Cuatro de Chile)                                          | 5:23     |  |
| 11.                       | «La vieja Julia» (Los Hijos de Putre) | 3:20     |  |
| 12.                       | «Y aún sin voz quería expresar con gestos y aleteos... algo» (Florcita Motuda)                                                                 | 3:45     |  |
| 13.                       | «Plegaria a un labrador» (Víctor Jara) | 3:34     |  |
| 14.                       | «Hijo del diluvio» (Congreso) | 4:34     |  |
| 15.                       | «Según el favor del viento» (Violeta Parra) | 3:52     |  |
| 16.                       | «Linda la minga» (Santiago del Nuevo Extremo)                                                                                                  | 3:01     |  |
| 17.                       | «Corazón de escarcha» (Chilote Campos) | 4:59     |  |

### Sencillos
Para difundir la promoción del disco se eligieron cuatro sencillos para las radios: La vieja Julia, Largo tour, ¡La gallina no! y Cirilo Murruchuca, todos lanzados el mismo día. De todos, solo Largo tour recibió un videoclip grabado en La Vega Central, en Santiago.